# Big Spring
Pour les articles homonymes, voir Big Spring (homonymie).
La ville de Big Spring est le siège du comté de Howard, dans l’État du Texas, aux États-Unis. Sa population s’élevait à 27 282 habitants lors du recensement de 2010, estimée à 27 905 habitants en 2017.

## Histoire
Big Spring est devenue le siège du comté en 1882.

## Transports
Big Spring possède une base aérienne (Webb Air Force Base, code AITA : BGS) et un aéroport civil (Big Spring McMahon-Wrinkle Airport).

## Tourisme
La ville abrite l'hôtel Settles, qui fait partie des Recorded Texas Historic Landmarks depuis 1987 et est inscrit au Registre national des lieux historiques depuis le 18 avril 2013.

## Personnalité liée à la ville
- L’acteur Dave O’Brien est né à Big Spring en 1912.

## Source
- (en) Cet article est partiellement ou en totalité issu de l’article de Wikipédia en anglais intitulé « Big Spring, Texas » (voir la liste des auteurs).